# Primeira Batalha de Sirte
A Primeira Batalha de Sirte foi um confronto naval travado na Segunda Guerra Mundial entre as forças do Reino Unido, Austrália e Países Baixos contra aquelas da Itália. Ela ocorreu em 17 de dezembro de 1941 no Mar Mediterrâneo, ao norte do Golfo de Sidra, na Líbia. A batalha veio de tentativas de ambos os lados de escoltarem comboios de suprimentos, os italianos para a Sicília e os britânicos para Malta. Ambos os lados acharam que o outro estava em perseguição; os britânicos procuraram evitar um confronto, porém os italianos navegaram com o objetivo de realizar um ataque direto.
As formações dos dois lados mantiveram uma grande distância uma da outra, em parte por causa das manobras dos britânicos, que também estavam tentando repelir um ataque aéreo. O couraçado italiano Littorio abriu fogo a uma distância de 32 quilômetros, conseguindo danificar algumas embarcações inimigas. Os britânicos recuaram atrás de uma cortina de fumaça e desaparecer durante a noite. Os comboios de ambos os lados chegaram a seus destinos, porém os britânicos perderam um cruzador e um contratorpedeiro no dia seguinte depois de entrarem em um campo minado italiano.